# Conewango (Nowy Jork)
Conewango – miasto w Stanach Zjednoczonych, w stanie Nowy Jork, w hrabstwie Cattaraugus.